# Pamfilija
Pamfilija (starogrško Παμφυλία, Pamphylía, sodobna izgovorjava Pamfylía / pæmfɪliə /) je bila nekdanja regija na jugu Male Azije, med Likijo in Kilikijo, ki je  segala od Sredozemlja do pogorja Taurus (sodobna provinca Antalya, Turčija). Na severu je bila omejena s Pizidijo. Bila je majhna država, ki je imela približno 120 km obale in širino približno 50 km. Pod rimsko upravo je bil izraz Pamfilija razširjen tako, da je vključeval Pizidijo in celoten trakt do meja Frigije in Likaonije, v tem širšem smislu pa ga uporablja Ptolemaj. 

## Ime
Ime Pamphylia prihaja iz grščine Παμφυλία, iz stare grščine πάμφυλος (pamphylos), dobesedno »mešana plemena ali narodi« , spoj πᾶν (pan), srednji πᾶς (pas) "vse" + φυλή (phylē),"rasa, pleme". Herodot je svojo etimologijo izpeljal iz dorskega plemena, Pamphyloi (Πάμφυλοι), za katerega je bilo rečeno, da je koloniziralo regijo. Pleme je bilo poimenovano po imenu Pamphylosu (grško Πάμφυλος), sin Aigimiosa.

## Izvor Pamfilijcev
Pamfilci so bili mešanica domorodnih prebivalcev, priseljencev Kilikijcev (grško Κίλικες) in Grkov , ki so v 12. stoletju pred našim štetjem migrirali iz Arkadije in Peloponeza . Pomembnost grškega prispevka k izvoru Pamfilcev je mogoče potrditi po tradiciji in arheologiji , Pamfilija pa se lahko šteje za grško državo od zgodnje železne dobe do zgodnjega srednjega veka .
Ni dvoma, da so bili Pamfilici in Pizidi isti ljudje, čeprav so prvi prišli v kolonije iz Grčije in drugih dežel in iz tega razloga so skupaj z večjo rodnostjo svojega ozemlja postali bolj civilizirani kot njihovi sosedje v notranjosti. Vendar se zdi, da je obstajala razlika med njima v zgodnjem obdobju. Herodot, ki ne omenja Pizidov, našteva Pamfilice med narodi Male Azije, medtem ko Efor omenja oba, ki pravilno loči tiste med narode na obali in druge v notranjosti.
Številni učenjaki so v pampilijskem narečju razlikovali pomembne izoglose z arkadijskim in ciprskim, ki so jim omogočale, da so preučevali skupaj skupino narečij, včasih imenovano po Ahajcih, saj so območja naseljevala ne samo plemena Ahajcev, temveč tudi kolonisti iz drugih grško govorečih regij, Dorci in Eolci . Legenda, ki sta jo povezala Herodot in Strabon, je pripisala izvor Pampilcev v kolonijo, ki sta jo po trojanski vojni pripeljala Amfiloh in Kalhas v svojo državo, je le značilen mit.

## Zgodovina
Pogodba med hetitskim velikim kraljem Tudalijem IV. in njegovim vazalom, kraljem Tarhuntassom, je opredelila zahodno mejo slednje v mestu "Parha" in na "reki Kastarayi".  Predpostavlja se, da je reka klasični Kestros (turško Aksu Çayı); Parha, prihodnja Perge. Pamfilski jezik je bil verjetno podoben narečju, ki se nanaša na Karijce, Likijce, Lidijce in / ali Miljane.
Ko se regija vrne v zgodovino, so njeni prebivalci "Pamfilci", to je grško govoreči. Po Kirovem porazu Kreza je Pamfilija prešla v perzijsko cesarstvo. Darej jo je vključil v svojo prvo davčno okrožje poleg Likije, Magnezije, Jonije, Eolije, Mizije in Karije. [16] Med letoma 468 in 465 pr. n. št., so Atenci pod Cimonom napadli Perzijce pri Eurymedonu in zmagali in Pamfilijo dodali v svojo  Delsko-atiško pomorsko zvezo. Do konca peloponeške vojne so bili Atenci dovolj oslabljeni, da so jih Perzijci lahko ponovno prevzeli. [17]
Po Aleksandrovem porazu Dareja III. je Pamfilija prešla pod grško vlado, zdaj Makedoncev. Po porazu Antioha III. leta 190 pr. n. št. so bili vključeni med province, ki so jih Rimljani priložili vladi Evmena II. iz Pergamona; vendar so se kasneje pridružili Pizidijem in Kiličanom, Side pa je postalo glavno središče. Pamfilija je bil za kratek čas vključen v gospostvo Aminta, kralja Galatije, vendar je po njegovi smrti postala okrožje rimske province. [1]
Od leta 1911 je bilo okrožje v veliki meri poseljeno z nedavno naseljenimi osmanskimi muslimani iz Grčije, Krete in Balkana, kar je posledica dolgoročnih posledic berlinskega kongresa in propada Osmanskega cesarstva.

## Pomembni Pamfilijci
- Diodor Aspendos, pitagorski filozof (4. stoletje pred našim štetjem)
- Apolonij iz Perga, astronom, matematik (262. - 190. pr. n. št.)
- Artemidor iz Perga, proksenij v Oroposu (približno 240-180 pr. n. št.)
- Aetos (sin Apolonija) iz Aspendosa, poveljnik Ptolemajev, ustanovitelj Arsinoeja (Kilikija) (238 pr. n. št.)
- Mnaseas (sin Artemona) iz Side, kipar (konec 3. stoletja pred našim štetjem)
- Orestas (sin Erymneus) iz Aspendosa, proksenij v Drerosu (Kreta), (konec 3. - začetek 2. stoletja pred našim štetjem)
- Thymilus Aspendos, tekač (razdalja 180-190 m), tekmovalec na olimpijadi 176 pr. n. št.
- Apollonios (sin Koiranos) iz Aspendosa, poveljnik Ptolemacev, proksenij v Lapi in Apteri (Kreta) (1. pol. - 2. st. pr. n. št.)
- Asclepiades (sin Myrona) iz Perge, zdravnik, ki ga častijo ljudje Seleucia (3. in 2. stoletje pred našim štetjem)
- Plancia Magna iz Perge, vplivna državljanka, dobrotnica, visoka svečenixa Artemide (1. in 2. stoletje n. št.)
- Menodora (hči Megaka) iz Sillyona, magistrat in dobrotnik (v 2. stoletju)
- Zenon (sin Theodorus) iz Aspendosa, arhitekt gledališča Aspendos (2. stoletje)
- Apolonij iz Aspendosa (sin Apolonija), pesnik (2. / zgodnja 3. stoletje)
- Aurelia Paulina iz Perga, ugledna plemenitašinja sirskega porekla, donatorka, visoka svečenica Artemide (2. in 3. stoletje)
- Probus iz Side, mučenik (umrl leta 304)
- Philip iz Side, zgodovinar (približno 380 - po 431)
- Matrona Pergeja, svetnica, opatinja Carigrada, (konec 5. - začetek 6. stoletja)
- Antonij I. Kassymatas iz Sillyona, patriarh Carigrada (780 – 837)

## Arheološka najdišča
- Antalya
- Aspendos
- Etenna
- Most čez Eurymedon pri Aspendosu, rimski most, ki so ga rekonstruirali Seldžuki in sledi cikcakastem toku čez reko
- Most čez Eurymedon pri Selge, rimski most
- Perga
- Side
- Sillyon